# Gertrude Stein
Gertrude Stein (ejtsd: [görtrúd sztájn]) (Allegheny, Pennsylvania, 1874. február 3. – Neuilly-sur-Seine, 1946. július 27.) amerikai költő- és írónő, műgyűjtő.

## Életrajza
Daniel és Amelia Stein német származású zsidó szülők gyermekeként született. Gertrude hároméves volt, amikor a családdal Bécsbe költöztek, innen pedig később Párizsba mentek. 1878-ban tértek vissza Amerikába, Kalifornia államban telepedtek le. Édesanyja 1888-ban, édesapja 1891-ben hunyt el.
1893 és 1897 között a Radcliffe College hallgatója volt. 1903-ban Párizsba költözött, ahol élete hátralévő részét is töltötte.
Első műve a Három élet volt, mely 1909-ben jelent meg. Nevezetes memoárja, melyet álnevesen, Alice B. Toklas önéletrajza címmel adott közre, 1933-ban látott napvilágot.
1946-ban hunyt el gyomorrákban, sírja a párizsi Père-Lachaise temetőben található.

## Megjelenése a kultúrában
- Picasso kalandjai (1978) című svéd filmvígjátékban Stein alakját Bernard Cribbins angol színész játszotta.
- Éjfélkor Párizsban (2011) című amerikai romantikus filmvígjátékban Stein alakját Kathy Bates amerikai színésznő játszotta.

## Művei, magyarul
- Három élet. (Three Lives, 1909); ford. Beck András, Kúnos László, Puszta Dóra, utószó Beck András; Budapest, Magvető Könyvkiadó, 1997. ISBN 963-14-2070-1
- Az amerikaiak nevelése (The Making of Americans, 1925)
- Alice B. Toklas önéletrajza (The Autobiography of Alice B. Toklas, 1933); ford. Szobotka Tibor, utószó Kristó Nagy István; Budapest, Gondolat Könyvkiadó, 1974. ISBN 963-280-052-4
- Picasso (Picasso, 1938); ford. Acsay Judit; Budapest, Glória, 2001. ISBN 963-9283-09-6
- A kompozíció mint magyarázat. In: Nappali ház 8. (1996) 3, 3-9. old.
- Hogyan íródik az írás. In: A filozófus az amerikai életben (szerk. Beck András) Pécs, Tanulmány K., Szeged, Pompeji Alapítvány, 1995. 105-113. old.
- Mi a remekmű, és miért van olyan kevés belőle? In: Határ, 1992. 6, 26-33. old.